# Collada de l'Eusebi
La Collada de l'Eusebi és una collada dels contraforts nord-orientals del Massís del Canigó, a 1.737,5 metres d'altitud, que fa de termenal entre els termes comunals de Castell de Vernet i de Pi de Conflent, tots dos de la comarca del Conflent, a la Catalunya del Nord. Està situada en el sector nord-oriental del terme comunal, a prop i al sud-est de Mates Roges, a l'extrem nord-oest de la Serra de Planès.